# 황주하
황주하는 대한민국의 드라마 작가이다. 

## 극본

### 드라마
- 2004년 ~ 2005년 KBS2 수목 대기획 《해신》 ... 공동집필
- 2008년 MBC 수목 미니시리즈 《스포트라이트》 ... 공동집필
- 2011년 SBS 월화 미니시리즈 《내게 거짓말을 해봐》 ... 공동집필
- 2015년 SBS 월화 미니시리즈 《미세스 캅》 ... 집필
- 2016년 SBS 주말 미니시리즈 《미세스 캅 2》 ... 집필
- 2019년 JTBC 월화 미니시리즈 《바람이 분다》 ... 집필